# Gonarthrus kalaharicus
Gonarthrus kalaharicus är en tvåvingeart som beskrevs av Hesse 1936. Gonarthrus kalaharicus ingår i släktet Gonarthrus och familjen svävflugor. Inga underarter finns listade i Catalogue of Life.